# Строитель (стадион, Брест)
Стадион «Строитель» расположен в Бресте на улице Ленинградской, 2. Он был построен Брестским домостроительным комбинатом в 1985—1987 годах. Основной целью строительства большой спортивной базы было привлечение к занятиям спортом работников строительной отрасли, а также жителей микрорайона «Восток» г. Бреста.

## Характеристика
Стадион «Строитель» включает в себя:
- Два поля для хоккея на траве с искусственным покрытием «Мега-турф» и «Pur PP» (Tarkett);
- Футбольное поле и беговые асфальтированные дорожки;
- Четыре городошные площадки;
- ФОК с раздевалками для занимающихся на стадионе и сауной;
- Блок вспомогательных помещений с раздевалками и хозяйственными помещениями для работников клуба.

Общее количество зрительных мест:
- футбольный стадион — 6000 мест
- хоккейный стадион — 2000 мест
- тренировочное хоккейное поле — 250 мест
- городошные площадки — 100 мест.

## Соревнования
- 2000 — Eurohockey cup winners trophy — Кубок обладателей кубков
- 2004 — EuroHockey Club Challenge
- 2004 — Eurohockey Junior Championship III — молодежный чемпионат Европы[2]
- 2005 — EuroHockey Club Trophy

## СК «Строитель» Брест
Стадион стал основной тренировочной и игровой базой для всех команд спортивного клуба «Строитель» и ДЮСШ по хоккею на траве. Этот вид спорта является профилирующим для стадиона. Также здесь созданы все условия для занятий футболом, городошным спортом и некоторыми видами легкой атлетики.
За большие заслуги на международной арене спортивному клубу «Строитель» было предоставлено почетное право проведения финального турнира Кубка обладателей кубков европейских стран группы «В» в апреле 2000 г. с участием команд Италии, Бельгии, Шотландии, Гибралтара, России, Украины и Белоруссии. В связи с этим в 1998—2000 гг. была проведена реконструкция хоккейного стадиона: произведена замена устаревшего искусственного покрытия «Супер-Грасс» на современное «Мега-Турф», установлены на трибунах пластиковые сиденья, построено здание блока вспомогательных помещений, соответствующее всем требованиям Европейской федерации по хоккею на траве. Турнир прошел на высшем организационно-спортивном уровне и получил прекрасные отзывы.